# Rockman Online
Rockman Online (록맨온라인) era para ser um MMORPG coreano para Windows que estava sendo desenvolvido pela Neowiz Games em conjunto com a Capcom. O jogo seria lançado no segundo semestre de 2012.

## História
O jogo se passava em um futuro muito distante, onde os personagens de toda a série já morreram há muito tempo. Toda a população vivia em paz, acreditando que o problema da ameaça Maverick havia sido resolvida há muito tempo, até que misteriosamente um grupo de Mavericks começa a causar problemas. Em resposta, o UCA (United Continente Association) inicia a produção de cópias de X, Zero e Duo, entre outros heróis, para combatê-los. Com isso descobre-se que os Mavericks são versões super equipadas dos antigos, criados de forma similar a que a UCA usou. 

## Jogabilidade
Como a maior parte dos MMORPGs, cada jogador poderia escolher entre classes de personagens, sendo elas Tipo X, que pode disparar rajadas de tiro e também carrega-los para causarem mais dano, Tipo Zero, que usa um sabre de luz para atacar e Tipo Duo, que causa grande dano e ataca com os punhos.
Além disso o jogador deveria escolher entre duas facções, a UCA, o governo que envia seu exército para combater as ameaças ou a URA que são os reploids separatistas, que visam derrubar o governo. As batalhas entre as facções se desenrolam na Fortaleza Gaia, uma instalação militar gigante que abrange desde florestas ao monotrilho da cidade.